# Fének
A fének az igen bonyolult szerves molekulák több gyűrűt magába foglaló részei. Ezt az elnevezési rendszert a bonyolult szerves vegyületek leírásának leegyszerűsítésére vezették be.
A szerves kémia nevezéktana a vegyületek alkotórészeinek olyan módon való felsorolásán alapszik, amely az alkotórészeknek a vegyület szerkezetében való viszonylagos helyzetét is megadja. A nemzetközileg elfogadott nevezéktant (angolul) G. P. Moss foglalta össze.
A IUPAC fénekkel kapcsolatos angol nyelvű közleményét W. H. Powell állította össze. A közlemény az elnevezésre használt és az alkotórészek viszonylagos helyzetének leírására szolgáló folyamatokat is részletezi.
Míg az 1951-ben javasolt ciklofán név csak a szénláncokkal áthidalt aromás gyűrűkre vonatkozik, az 1998-ban javasolt fén név egy összefoglaló osztálynév, amely olyan csoportokat is leír, amelyekben más, például heterociklusos gyűrűk is szerepelhetnek.
A ciklofánoktól a fén csoportok csak abban különböznek, hogy a csoport alkotórészei között nemcsak benzol alapú, hanem más fajta gyűrűk is szerepelhetnek.